# کی‌بی هوم
کی‌بی هوم (انگلیسی: KB Home) شرکت املاک آمریکایی است، که در سال ۱۹۵۷ توسط دونالد بروس کاوفمن و الی برود تأسیس شد.